# Бісексуальне стирання

Бісексуальний прапор гордості, створений Майклом Пейджем

Бісексуальне стирання або бісексуальна невидимість — це тенденція ігнорувати, видаляти, фальсифікувати або переосмислювати докази бісексуальності в історії, наукових колах, засобах масової інформації та інших першоджерелах. У найекстремальнішій формі бісексуальне стирання може включати віру в те, що сама бісексуальність не існує.
Бісексуальне стирання може включати твердження, що всі бісексуальні особи перебувають у фазі невизначеності і незабаром оберуть сторону, гетеросексуальну чи гомосексуальну. Однією з причин цього є переконання, що бісексуальні особи є особливо нерішучими. Грубе спотворення представників бісексуальних людей як гіперсексуалів фактично стирає їх справжню особистість. Бісексуальне стирання також часто є проявом біфобії хоча це не обов'язково передбачає явний антагонізм. Бісексуальне стирання часто призводить до того, що ці особи зазнають різноманітних несприятливих соціальних зіткнень, оскільки їм доводиться не лише боротися за те, щоб знайти визнання в суспільстві, а й у ЛГБТ±спільноті.
Інший поширений варіант бісексуального стирання передбачає прийняття бісексуальності у жінок, применшуючи або відкидаючи бісексуальну ідентичність у чоловіків.
Зростає інтеграція та помітність бісексуалів, особливо у ЛГБТ-спільноті.

## Мотивації

### Загальні
За словами вченого Кенджі Йошино, є три основні інвестиції, які спонукають як гомосексуалів, так і гетеросексуалів стирати бісексуальність із ЛГБТ-культури. Перша з цих мотивацій — це стабілізація сексуальної орієнтації, яка, як стверджується, позбавляє людей від занепокоєння можливими питаннями щодо їх сексуальної орієнтації. Ця мотивація зміцнює віру в те, що бісексуали просто не визначились з приводу своєї бісексуальності і є в основному гомосексуальними чи гетеросексуальними, і це ізолює, маргіналізує та робить бісексуалів невидимими в ЛГБТ-спільноті. Друга мотивація — підтримка важливості ґендеру, яка розглядається як еротично необхідна для гомосексуалів та гетеросексуалів, тоді як бісексуальність, здається, оскаржує це поняття. Третя мотивація — підтримка моногамії, оскільки пара чи зв'язок є переважною в культурі. Однак гомосексуали та гетеросексуали, як правило, вважають бісексуалів «внутрішньо» немономними. Хуана Марія Родрігес додає аргументацію Йошино і стверджує, що бісексуальність руйнує традиційні уявлення про сексуальність та гендерну бінарність. Таким чином, особи як у домінуючій культурі, так і в квір-спільноті чинять опір бісексуальності.

### Чоловічі мотивації
Річард Фрідман, академічний психіатр, який спеціалізується на психодинаміці гомосексуальності, пише в своєму есе «Заперечення розвитку гомосексуальних чоловіків», що багато чоловіків-геїв переживали сексуальні фантазії про жінок або займаються сексом з жінками, і що багато чоловіків гетеросексуалів відчували сексуальні фантазії про чоловіків або займалися сексом з чоловіками. Незважаючи на те, що вони є бісексуалами у фантазії та діяльності, ці чоловіки визначають себе як «гея» чи «гетеро-», а не як бісексуалів. Це стирання бісексуальності іноді спричиняється запереченням значення еротичної зустрічі для збереження сексуальної ідентичності людини та почуття спільності; чоловік може применшити сексуальні фантазії або зустрічі з жінкою, щоб зберегти свою особистість «гея» та своє членство в гей-спільноті, або чоловік може зменшити рівень сексуальних фантазій або зустрічей з чоловіком, щоб зберегти свій статус гетеросексуала в гетеронормативному суспільстві.
Пишучи для Bisexual.org, автор і оглядач Захарі Зейн посилається на дослідження, яке показало, що 20,7 % чоловіків із гетеро ідентифікацією спостерігали за гей-порнографією,а 7,5 % повідомили про те, що мали секс із чоловіком за останні шість місяців, тоді як 55 % чоловіків з ідентифікацією геїв дивились гетеросексуальну порнографія, а 0,7 % повідомили про статеві стосунки з жінкою за останні шість місяців. Він стверджує, що деякі з гетеро- ідентифікованих чоловіків насправді є геями чи бісексуалами, але стирають свою бісексуальність через внутрішню біфобію. Вказуючи на те, що більшість чоловіків, що ідентифікують себе як гея, дивилися гетеросексуальну порнографію, але мало хто з них нещодавно мав гетеросексуальний секс, він припускає, що багато самоідентифікованих чоловіків-геїв мають сексуальні фантазії про жінок, і в ідеальному світі вони були б відкритими бісексуалами і вільно досліджували б секс з жінками, тисне на геїв, щоб вони «вибрали сторону», тому ці чоловіки «згодом вибрали себе як гея».
Бісексуальна авторка та активістка Робін Окс стверджувала, що чоловіки-геї менш прихильні до свого «гейського» ярлика, ніж лесбійки. Вона стверджує, що до бісексуальних чоловіків, які ідентифікують себе як геїв, менше ворожнечі, ніж до бісексуальних жінок, які ідентифікують себе як лесбійок, між геями та бісексуалами існує велика кількість сексуальної плинності, і, отже, більше чоловіків, що ідентифікують як геїв, відкрито визнають, що їх приваблює і секс із жінками. Однак Окс також стверджує, що багато чоловіків-бісексуалів визнають себе геями, щоб приєднатися до гей-спільноти. Вона каже, що оскільки для чоловіків геїв так важко робити камінг-аут, то багато хто не хоче робити це вдруге як бісексуал; існування чоловічої бісексуальності може загрожувати деяким геям, оскільки це підвищує ймовірність того, що вони самі можуть бути бісексуалами.

## У гетеросексуальних та ЛГБТ-спільнотах
Бісексуальне стирання може відбуватися внаслідок переконання, що бісексуальна спільнота не заслуговує рівного статусу або включеності в спільноти геїв та лесбійок. Це може мати форму пропуску слова бісексуал в назві організації чи події, що обслуговує всю ЛГБТ±спільноту, маючи на увазі, що існує лише дві справжні сексуальні орієнтації або обговорювати тему бісексуальності зневажливо.
Історично склалося так, що сексуальність жінок-бісексуалок позначається лесбійськими феміністськими колами як «аполітичний коп-аут». Бісексуальні жінки вважаються «недостатньо радикальними» через їх потяг до чоловіків-цисгендерів. Родрігес стверджує, що багато лесбійок вважали бісексуальність антифеміністичною через неявні «бажання проникнення, сексуальне домінування та підпорядкування» та гендерні ролі. Бісексуальна веріфікація з боку спільноти сьогодні можуть бути не такими відкритими та поширеними, але виявлення бісексуалок все одно може призвести до виключення та стирання у багатьох лесбійських просторах.